# Schluchtwald Helle bei Winterberg
Schluchtwald Helle bei Winterberg este o arie protejată (arie specială de conservare — SAC, sit de importanță comunitară — SCI) din Germania întinsă pe o suprafață de 58,47 ha, integral pe uscat.

## Localizare
Centrul sitului Schluchtwald Helle bei Winterberg este situat la coordonatele 51°11′51″N 8°32′58″E / 51.1975°N 8.5494°E.

## Înființare
Situl Schluchtwald Helle bei Winterberg a fost declarat sit de importanță comunitară în martie 2001 pentru a proteja un număr necunoscut de specii din flora spontană și fauna sălbatică aflate în arealul zonei. Situl a fost protejat și ca arie specială de conservare în mai 2008.

## Biodiversitate
Situată în ecoregiunea continentală, aria protejată conține 4 habitate naturale: Cursuri de apă de la nivel de câmpie la nivel montan, cu vegetație Ranunculion fluitantis și Callitricho-Batrachion, Fânețe montane, Păduri de fag Luzulo-Fagetum, Păduri pe pante, grohotișuri și ravene de Tilio-Acerion.
La baza desemnării sitului se află un număr nedeclarat de specii protejate.